# Buck Taylor

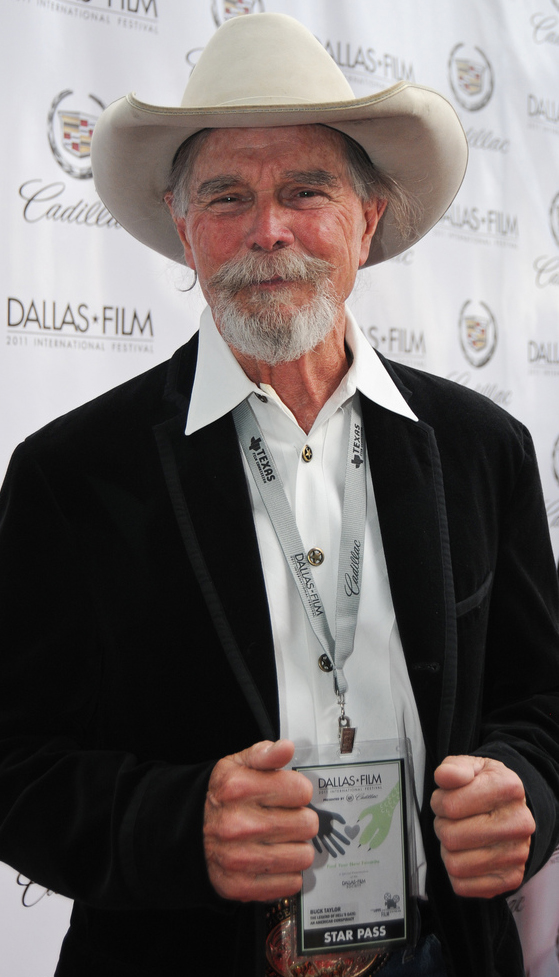
Buck Taylor (2011)

Buck Taylor (* 13. Mai 1938 als Walter Clarence Taylor, III in Hollywood, Kalifornien) ist ein US-amerikanischer Schauspieler.

## Leben
Taylor wurde als Sohn des Schauspielers Dub Taylor geboren. Er studierte Schauspiel an der University of Southern California Los Angeles, wo er auch als Leichtathlet aktiv war und an der Qualifikationsrunde zu den Olympischen Spielen teilnahm. Nach seinem Wehrdienst bei der United States Navy begann er 1962 seine Schauspielkarriere. Wie sein Vater spielte er bevorzugt im Western-Genre und hatte Gastrollen in Bonanza und Die Leute von der Shiloh-Ranch. 1967 wurde er für die Rolle des Büchsenmachers Newly O’Brien in der Serie Rauchende Colts besetzt, die er bis 1975 spielte. Auch in der Folgezeit trat er hauptsächlich in Western auf, so unter anderem in Triumph des Mannes, den sie Pferd nannten, Gettysburg und Tombstone sowie dem Will-Smith-Blockbuster Wild Wild West. Für seine Verdienste um das Westerngenre wurde er mit dem Spirit of Texas, dem Cowboy Spirit, dem Spirit of the West sowie dem Golden Boot Award ausgezeichnet und in die Texas Cowboy Hall of Fame aufgenommen.
Taylor war von 1961 bis 1983 mit der Schauspielerin Judy Nugent verheiratet, mit der er drei Kinder hatte. Sein mit der Schauspielerin Anne Lockhart verheirateter Sohn Adam verstarb 1994 bei einem Verkehrsunfall. Seit 1993 ist Taylor auch als Maler tätig, seine Bilder (hauptsächlich Cowboy- und Western-Motive) vertreibt er über Galerien und seine Website.

## Filmografie (Auswahl)
- 1961: Abenteuer im wilden Westen (Zane Gray Theatre; Fernsehserie, 1 Folge)
- 1962/1965: Alfred Hitchcock Presents (Fernsehserie, 2 Folgen)
- 1963: Auf der Flucht (The Fugitive; Fernsehserie, 1 Folge)
- 1964: Bonanza (Fernsehserie, 1 Folge)
- 1964–1965: Meine drei Söhne (My Three Sons; Fernsehserie, 2 Folgen)
- 1964–1966: Die Leute von der Shiloh Ranch (The Virginian; Fernsehserie, 3 Folgen)
- 1966: ...und jetzt Miguel (And Now Miguel)
- 1966: Die wilden Engel (The Wild Angels)
- 1967: Rebellen in Lederjacken (Devil’s Angels)
- 1967–1975: Rauchende Colts (Gunsmoke; Fernsehserie, 174 Folgen)
- 1977: Barnaby Jones (Fernsehserie, 1 Folge)
- 1978: In Texas ist der Teufel los (Kate Bliss and the Ticker Tape Kid)
- 1981: Die Legende vom einsamen Ranger (The Legend of the Lone Ranger)
- 1982: Ein Colt für alle Fälle (The Fall Guy; Fernsehserie, 1 Folge)
- 1983: Triumph des Mannes, den sie Pferd nannten (Triumphs of a Man Called Horse)
- 1984/1986: T. J. Hooker (Fernsehserie, 2 Folgen)
- 1986: Entscheidung am Long Hill (Louis L’Amour’s Down the Long Hills)
- 1987: Rauchende Colts: Auf Leben und Tod (Gunsmoke: Return to Dodge; Fernsehfilm)
- 1988: Das Kansas-Komplott (Dark Before Dawn)
- 1990–1991: Dallas (Fernsehserie, 6 Folgen)
- 1993: Tombstone
- 1993: Gettysburg
- 1996: Dallas – J.R. kehrt zurück (Dallas: J.R. Returns; Fernsehfilm)
- 1999: Wild Wild West
- 2003: Gods and Generals
- 2004: Alamo – Der Traum, das Schicksal, die Legende (The Alamo)
- 2006: Flicka – Freiheit. Freundschaft. Abenteuer. (Flicka)
- 2007: Der Nebel (The Mist)
- 2011: Cowboys & Aliens
- 2015: Rodeo & Juliet
- 2016: Hell or High Water
- 2016: Rectify (Fernsehserie, 4 Folgen)